# Grete Haslauer
Grete Haslauer (* 18. Juli 1936 in München, Deutschland) ist eine ehemalige österreichische Skirennläuferin. Sie erreichte mehrere Siege und Podestplätze in internationalen Rennen und wurde 1959 Österreichische Meisterin im Riesenslalom.

## Biografie
Mit dem Skirennsport begann Haslauer Ende der 1940er-Jahre. Die ersten größeren Erfolge gelangen der Salzburgerin im Winter 1956, als sie bei der Coppa Grischa in Lenzerheide jeweils Zweite in Abfahrt, Slalom und Kombination wurde. In den nächsten Jahren gelangen ihr weitere vordere Platzierungen bei internationalen Wettkämpfen, allerdings weiterhin meist in schwächer besetzten FIS-B-Rennen.
Nachdem in der Saison 1956/1957 ein vierter Platz in der Abfahrt am Ätna ihr bestes Ergebnis war, feierte Haslauer 1958 im Riesenslalom von Maurienne ihren ersten Sieg in einem FIS-Rennen. Die größten Erfolge auf nationaler Ebene gelangen ihr 1959 bei den Österreichischen Meisterschaften in Kitzbühel, als sie Staatsmeisterin im Riesenslalom und jeweils Zweite in Abfahrt und Kombination wurde. Bei den Salzburger Landesmeisterschaften siegte sie im selben Jahr in Abfahrt und Riesenslalom. Auf internationaler Ebene waren Haslauers beste Resultate dieses Winters der zweite Platz in der Kombination sowie jeweils Rang drei in Abfahrt und Slalom von Crans-Montana. Für eine Teilnahme an Weltmeisterschaften und den Olympischen Spielen konnte sie sich innerhalb des österreichischen Teams jedoch nie qualifizieren.
Ihren letzten Sieg feierte Haslauer 1960 im Riesenslalom von Innsbruck, ehe sie im Frühjahr 1960 ihren Rücktritt vom Skirennsport bekannt gab. Sie heiratete, wurde Mutter von drei Kindern und führte bis zu ihrer Pensionierung im Jahre 2003 den Campingplatz in Salzburg-Aigen.

## Erfolge

### FIS-Rennen
- Siege:
  - Riesenslalom in Maurienne 1958
  - Riesenslalom in Innsbruck 1960
- Zweite Plätze:
  - Abfahrt, Slalom und Kombination der Coppa Grischa in Lenzerheide 1956
  - Kombination in Crans-Montana 1959
- Dritte Plätze:
  - Abfahrt und Slalom in Crans-Montana 1959

### Österreichische Meisterschaften
- Österreichische Meisterin im Riesenslalom 1959